# Coppa della Regina 2006-2007 (pallavolo)
La Coppa della Regina 2006-07 fu la 32ª edizione della Coppa di Spagna di pallavolo femminile.
La vittoria finale è andata al Club Atlético Voleibol Murcia 2005.

## Regolamento e avvenimenti
Come negli anni precedenti, si è svolta una final-eight con quarti, semifinali e finale da disputarsi con gare ad eliminazione diretta. Al torneo hanno preso parte le squadre classificate ai primi otto posti al termine del girone d'andata del campionato. I quarti di finale si sono disputati il 22 e 23 febbraio 2007, mentre semifinali e finale si sono giocate tra il 24 e il 25 febbraio 2007, al Pabellón de la Dehesa Boyal di San Sebastián de los Reyes.

## Partecipanti
- Aguere
- Albacete
- Benidorm
- Diego Porcelos
- Las Palmas
- CAV Murcia
- Sanse
- Tenerife

## Risultati

### Tabellone
|  | Quarti di finale | Quarti di finale | Quarti di finale |            |          | Semifinali | Semifinali | Semifinali |  |  | Finale | Finale | Finale |  |
|  |                  |                  |                  |            |          |            |            |            |  |  |        |        |        |  |
|  | Sanse            | Sanse            | 1                |            |          |            |            |            |  |  |        |        |        |  |
|  | Sanse            | Sanse            | 1                |            |          |            |            |            |  |  |        |        |        |  |
|  | Aguere           | Aguere           | 3                |            |          |            |            |            |  |  |        |        |        |  |
|  | Aguere           | Aguere           | 3                |            | Aguere   | Aguere     | 3          |            |  |  |        |        |        |  |
|  |                  |                  |                  |            | Aguere   | Aguere     | 3          |            |  |  |        |        |        |  |
|  |                  |                  | Albacete         | Albacete   | 0        |            |            |            |  |  |        |        |        |  |
|  | Albacete         | Albacete         | Albacete         | Albacete   | 0        | 3          |            |            |  |  |        |        |        |  |
|  | Albacete         | Albacete         |                  |            |          |            |            |            |  |  |        |        |        |  |
|  | Las Palmas       | Las Palmas       | 1                |            |          |            |            |            |  |  |        |        |        |  |
|  | Las Palmas       | Las Palmas       | 1                |            | Aguere   | Aguere     | 0          |            |  |  |        |        |        |  |
|  |                  |                  |                  |            |          |            |            |            |  |  |        |        |        |  |
|  |                  |                  | CAV Murcia       | CAV Murcia | 3        |            |            |            |  |  |        |        |        |  |
|  | Tenerife         | Tenerife         | CAV Murcia       | CAV Murcia | 3        | 3          |            |            |  |  |        |        |        |  |
|  | Tenerife         | Tenerife         |                  |            |          |            |            |            |  |  |        |        |        |  |
|  | Benidorm         | Benidorm         | 1                |            |          |            |            |            |  |  |        |        |        |  |
|  | Benidorm         | Benidorm         | 1                |            | Tenerife | Tenerife   | 1          |            |  |  |        |        |        |  |
|  |                  |                  |                  |            | Tenerife | Tenerife   | 1          |            |  |  |        |        |        |  |
|  |                  |                  | CAV Murcia       | CAV Murcia | 3        |            |            |            |  |  |        |        |        |  |
|  | CAV Murcia       | CAV Murcia       | CAV Murcia       | CAV Murcia | 3        | 3          |            |            |  |  |        |        |        |  |
|  | CAV Murcia       | CAV Murcia       |                  |            |          |            |            |            |  |  |        |        |        |  |
|  | Diego Porcelos   | Diego Porcelos   | 0                |            |          |            |            |            |  |  |        |        |        |  |

### Calendario

#### Quarti di finale
| 22 febbraio 2007 - ore 18:00 Pabellón de la Dehesa Boyal, San Sebastián de los Reyes | CV Tenerife     | 3 - 1 | CV Benidorm    | 25-19, 21-25, 25-9, 25-21  |
| 22 febbraio 2007 - ore 20:00 Pabellón de la Dehesa Boyal, San Sebastián de los Reyes | CAV Murcia 2005 | 3 - 0 | Diego Porcelos | 25-13, 25-22, 25-18        |
| 23 febbraio 2007 - ore 18:00 Pabellón de la Dehesa Boyal, San Sebastián de los Reyes | CV Sanse        | 1 - 3 | CV Aguere      | 25-23, 11-25, 22-25, 20-25 |
| 23 febbraio 2007 - ore 20:00 Pabellón de la Dehesa Boyal, San Sebastián de los Reyes | CV Albacete     | 1 - 3 | CV Las Palmas  | 25-23, 25-22, 20-25, 25-20 |

#### Semifinali
| 24 febbraio 2007 - ore 18:00 Pabellón de la Dehesa Boyal, San Sebastián de los Reyes | CV Aguere   | 3 - 0 | CV Albacete     | 25-17, 25-17, 25-22        |
| 24 febbraio 2007 - ore 20:00 Pabellón de la Dehesa Boyal, San Sebastián de los Reyes | CV Tenerife | 1 - 3 | CAV Murcia 2005 | 16-25, 23-25, 25-22, 22-25 |

#### Finale
| 25 febbraio 2007 - ore 12:30 Pabellón de la Dehesa Boyal, San Sebastián de los Reyes | CV Aguere | 0 - 3 | CAV Murcia 2005 | 21-25, 18-25, 18-25 |

## Premi individuali
| Premio               | Giocatrice       | Squadra    |
| -------------------- | ---------------- | ---------- |
| Most Valuable Player | Ljubov' Sokolova | CAV Murcia |